# Олесь Досвітній
Оле́сь Досві́тній (справжнє ім'я Олександр Федорович Скрипаль-Міщенко) (8 листопада 1891, Вовчанськ — 3 березня 1934, Харків) — український політик та письменник доби Розстріляного відродження.
Жертва сталінського терору.

## Життєпис

### Ранні роки
Народився 8 листопада 1891 року в багатодітній родині дрібного крамаря, у повітовому містечку Вовча (теперішній Вовчанськ) на Харківщині. Змалечку Олександр був привчений до самостійності та працьовитості, тому за два роки закінчив земську чотирирічну школу і став працювати писарчуком земської управи.
Захоплений революційним піднесенням 1905 року, Олександр особисто брав участь у суспільних подіях, виступаючи з кореспонденціями у місцевій пресі, а також у київській газеті «Рада». За що, напевно, його і звільнили з посади. Олександр шукав іншого заробітку й, водночас, наполегливо самоосвічувався, щоб здобути атестат зрілості. Склавши екстерном іспити, він вступив на фізико-математичний факультет Петербурзького університету.

### Пропагандистсько-агітаційна діяльність
Учився недовго — за участь у революційних гуртках та поширення нелегальної літератури його виключили з університету. Він знову повернувся додому і влаштовувався на роботу в цукроварні.

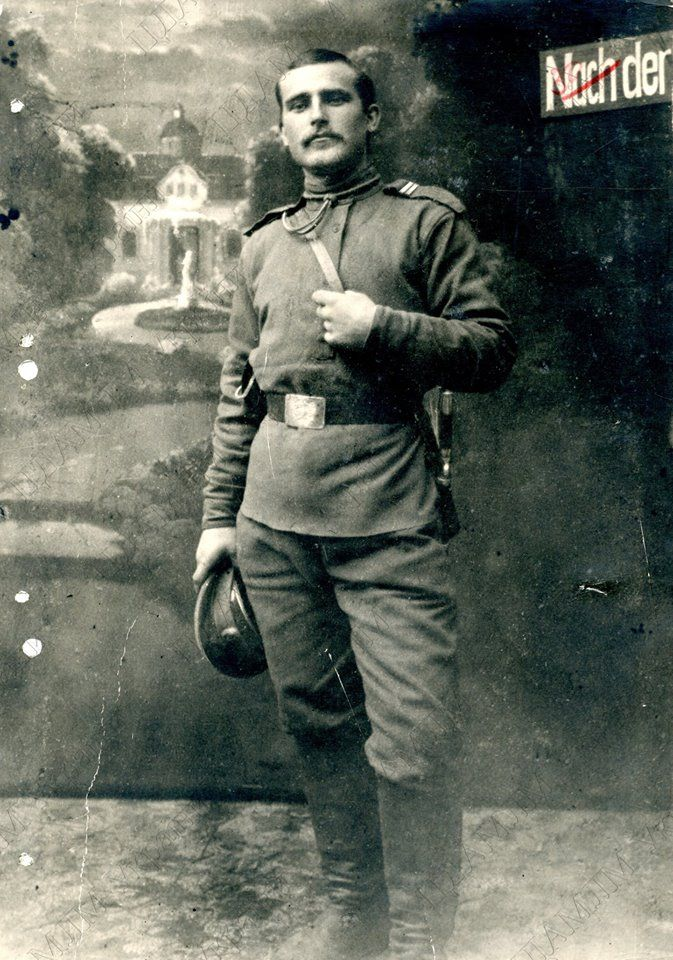
Олесь Досвітній (Олександр Федорович Скрипаль-Міщенко) у російській імператорській армії часів Першої світової війни

Під час Першої світової війни він пішов служити писарем до штабу Кавказького корпусу.
Після двох років служби, за підбурювання солдатів військово-польовий суд ухвалює найвище покарання для Олександра — розстріл. Проте йому пощастило втекти з-під арешту та емігрувати. Через Киргизстан, Республіку Китай, після виснажливих випробувань Олесь Досвітній дістався до Сан-Франциско, а після революції повернувся в Україну.
1918 року за дорученням Харківського ревкому Досвітній проводив агітаційну роботу серед німецьких, денікінських і гетьманських військ, доводячи новим товаришам свою відданість революційним ідеалам. 1919 року Досвітній вступив до комуністичної партії, виконував низку відповідальних доручень партії та радянського уряду.
Одна з найважливіших серед них — робота в Тимчасовому Комітеті Компартії Східної Галичини й Буковини: спершу в Києві, а згодом — у глибокому підпіллі на території Галичини, захопленої Польщею. У Києві Олесь Досвітній протягом кількох місяців очолював партійне прес-бюро і друкований орган Тимчасового комітету — газету «Галицький комуніст». Основним завданням комуністичної організації, а, отже, і її газети, була пропагувати москвофільство, під приводом спростування зазіхань Польської республіки на західноукраїнські землі й піднесення в боротьбі за приєднання до УСРР. Зміст і характер тодішньої публіцистично-пропагандистської діяльності Досвітнього ілюструють його численні публікації. Під час наступу на Київ української армії, а згодом і військ Денікіна, Досвітній перейшов на підпільне становище.
Разом зі своєю дружиною Марією Курською-Досвітньою, Олесь Досвітній, з-поміж інших професійних пропагандистів і організаторів, поїхав у Галичину, де діяло західноукраїнське та польське підпілля. Проте належно розгорнути запрограмовану роботу не вдалося. Група Досвітнього опинилася в руках польської дефензиви. Письменника спершу кинуто до в'язниці міста Любліна, а згодом — Варшави. Пізніше ці події лягли в основу його роману «Нас було троє» (1928).
У січні 1920 року у в'язниці Олесь Досвітній написав своє перше оповідання — «Розкаяння». Після семи місяців ув'язнення Досвітнього звільнено внаслідок обміну полоненими між польською та радянською сторонами.

### Повернення в Україну

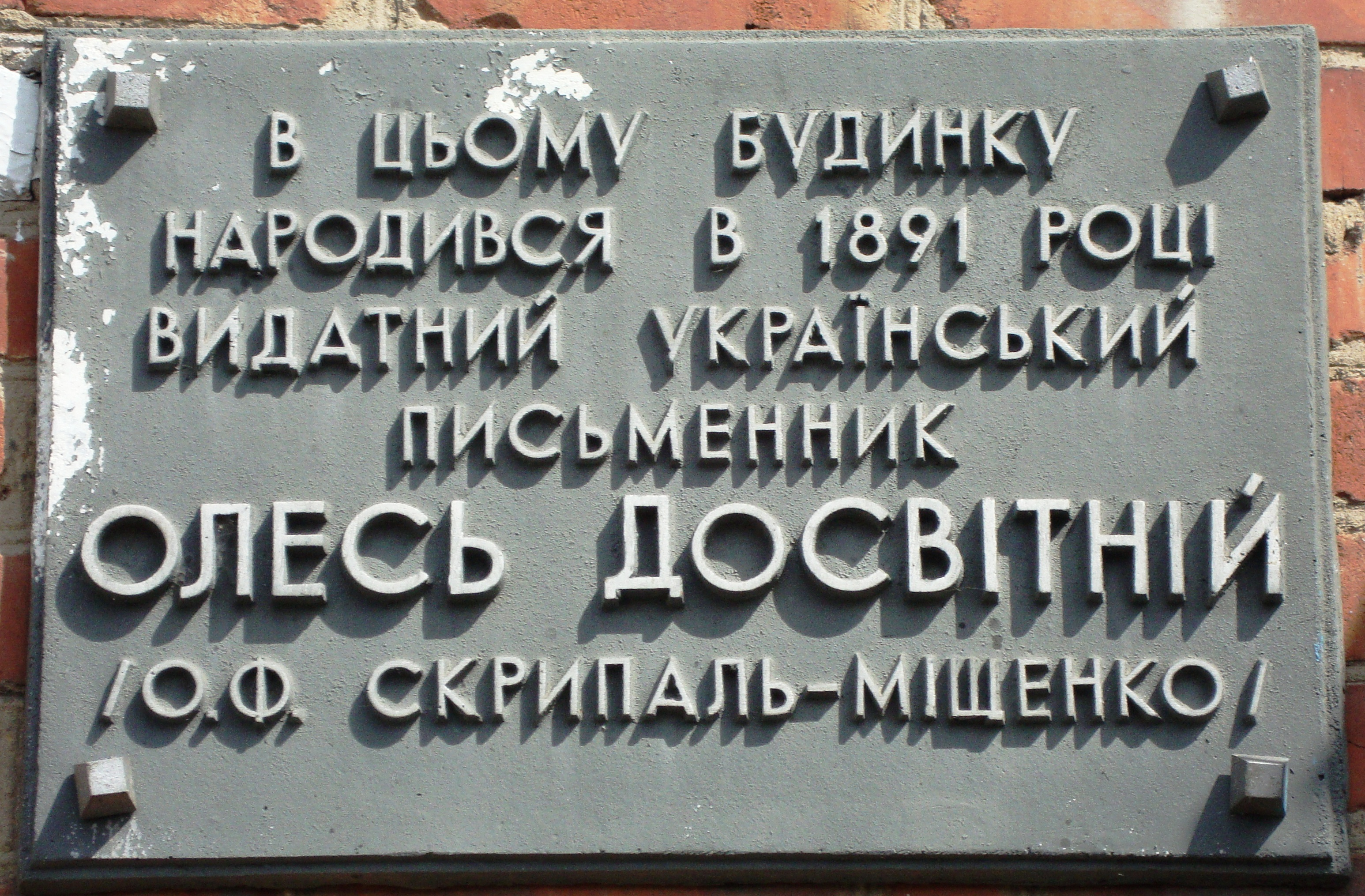
Меморіальна дошка на будинку у Вовчанську, де народився Олесь Досвітній

У березні 1920 року письменник повернувся в Україну. Був політкомісаром і головним редактором літературно-агітаційного поїзду «Більшовик», редагував газети «Хліб і залізо», «Большевик в пути», «Селянська правда» й «Зірка» (Катеринослав).

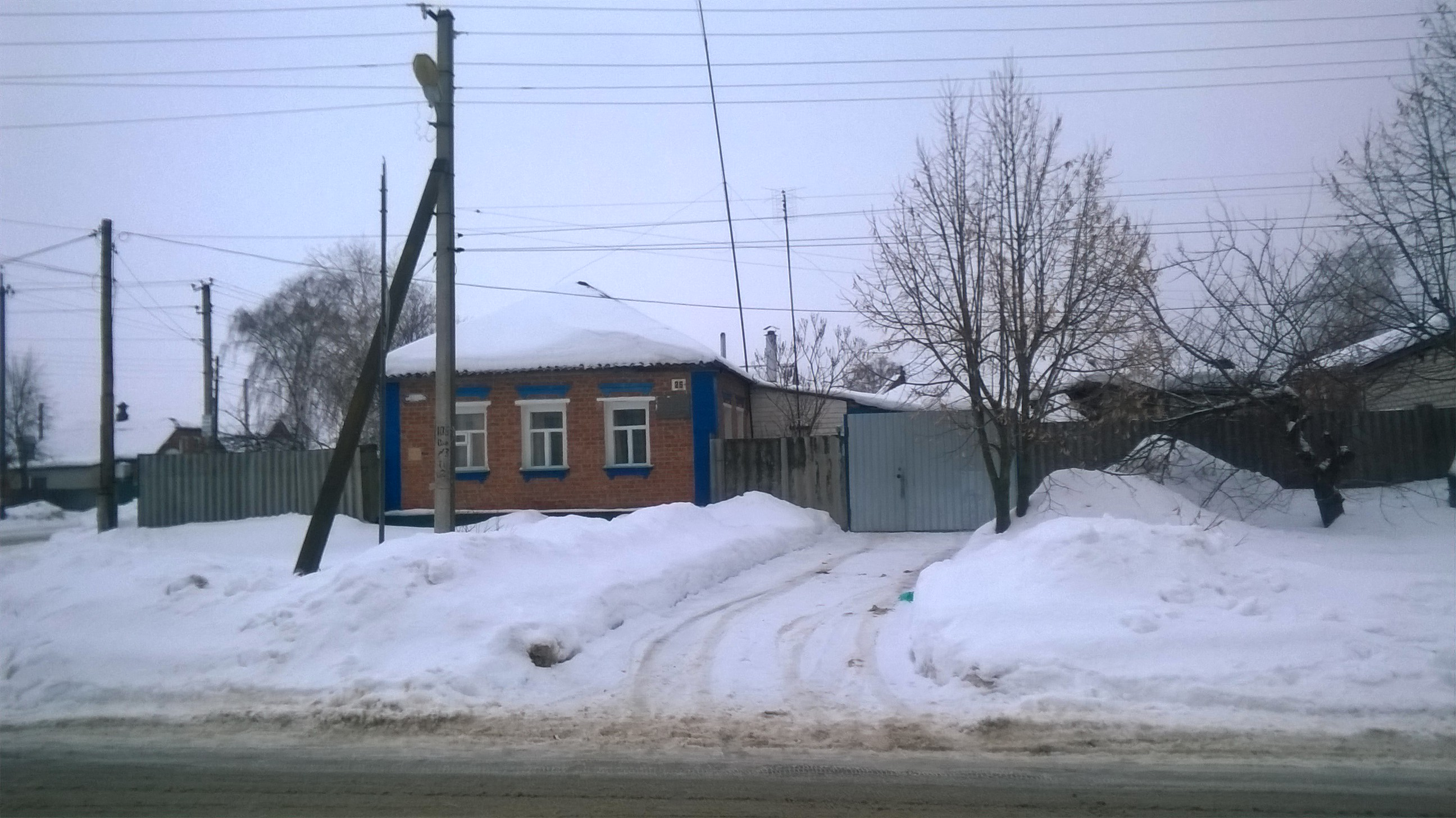
Будинок де народився Олесь Досвітній у Вовчанську

Відкликаний 1924 року ЦК КП(б)У з Катеринослава до Харкова, Досвітній очолював Українське товариство драматургів та композиторів. І хоча на цій посаді йому також передусім доводилося трудитися організаторською роботою, одначе Досвітній потрапив уже в зовсім інше оточення.

### Репресії
Але, на думку радянських ідеологічних працівників, письменників підхід до опису дійсності докорінно розходився з єдиним методом соціалістичного реалізму, що автоматично ставило Досвітнього в розряд ворогів народу. 7 грудня 1933 року помічник уповноваженого слідчої групи секретно-політичного відділу ДПУ УСРР Гольдман, розглянувши матеріали Досвітнього О. Ф. у "приналежності до української контрреволюційної організації, що намагалася повалити Радянську владу; ухвалив: «вибрати запобіжним заходом проти уникнення ним суду і слідства утримання під вартою в спецкорпусі ДПУ». 19 грудня 1933 року Досвітнього заарештовано в Харкові. Слідство вів уповноважений ДПУ УСРР Грушевський, що до згаданих звинувачень додав «участь у терористичній діяльності, зокрема підготовку замаху на Постишева». На черговому допиті 20 грудня 1933 року О. Досвітній «визнав» себе причетним до контрреволюційної організації, а 10 січня 1934 року звернувся до слідчого із заявою, де засуджував свої злочини і просив дати змогу «відданою роботою на соціалістичному будівництві довести свою відданість великій справі партії і Радянської влади».
У винувальному висновку слідчий запропонував судовій трійці ув'язнити підсудного у виправно-трудові табори на 10 років. Заступник прокурора ДПУ УСРР наклав свою резолюцію, де запропонував розстріл. Судова «трійка» на закритому засіданні 23 лютого 1934 року підтримала «найвищу міру соціального захисту».

### Реабілітація
3 березня 1934 року Колегія ОДПУ залишила вирок без змін. Розстріляно Досвітнього в Харкові. На клопотання дружини письменника й за протестом прокурора військовий трибунал Київського військового округу 25 жовтня 1955 року скасував постанову Колегії ОДПУ від 3 березня 1934 року і справу припинив через відсутність складу злочину.

## Творчість
Перша книжка оповідань Олеся Досвітнього — «Розкаяння» та «Чия віра краща» — вийшла ще 1920 року. У 1924 виходить нова збірка оповідань «Тюнгуй» (пізніша назва — «Чжунгожень»), що здобула широку популярність, і за життя автора мала чотири перевидання; її перекладено російською мовою. Так Олесь Досвітній увійшов до когорти зачинателів української радянської літератури. Він стає членом близьких йому письменницьких організацій: «Гарт», ВАПЛІТЕ, ВУСПП, а з 1932 року — після відомої постанови ЦК ВКП(б) від 23 квітня «Про перебудову літературно-художніх організацій» — членом Спілки радянських письменників України.
Упродовж 1920-х років Олесь Досвітній перебував у центрі бурхливого літературного життя. З-під його пера, крім публіцистики, вийшло багато оповідань та повістей: «Алай» (1927), «Гюлле» (1927), «Нотатки мандрівника» (1929), «На плавнях», «Піймав», «Постаті», «Сірко» (1930), «На той бік» (1931), «Новели» (1932); романи — «Американці» (1925), «Хто» (1927), «Нас було троє» (1929), «Кварцит» (1932). Його твори перекладено та видано російською, англійською, німецькою та іншими мовами.
У той же час творчість письменника неоднозначно оцінювала критика. Микола Хвильовий віддав належне Досвітньому, назвавши його оригінальним і воістину масовим (у доброму сенсі цього слова) художником. Олександр Білецький передовсім відзначав тематичну новизну творів Олеся Досвітнього, що розширили світ проблематики молодої української радянської літератури.
Навіть у час гострих політичних протистоянь та ідеологічних поєдинків Досвітній зумів уникнути пропагандистських філіппік на адресу «загниваючого» Заходу та «розкладеної» української буржуазної еміграції. Герої романів Олеся Досвітнього зажди відзначаються цікавим індивідуальним характером, твердими життєвими принципами та сформованим світобаченням.

### Твори
- Розкаяння (1920)
- Чия віра краща (1920)
- Тюнгуй (1924
- Американці (1925)
- На чужині (1925)
- Алай (1927)
- Гюлле (1927)
- Хто (1927)
- Нотатки (1929)
- Нас було троє (1929)
- Фріц і Йоганн (1929)
- На плавнях (1930)
- Піймав (1930)
- Постаті (1930)
- Сірко (1930)
- На той бік (1931)
- Новели (1932)
- Кварцит (1932)

### Кінематографічні роботи
У 1924—1929 рр. був головним редактором Всеукраїнського фотокіноуправління (Харків), одним з організаторів Ялтинської та Одеської кінофабрик.
Автор сценарію фільму «Провокатор» (1927).

## Згадки в сучасній культурі
Восьмий епізод подкасту "Будинок «Слово» присвячений життю та творчості Олеся Досвітнього.

## Ресурси
- Твори Олеся Досвітнього — Е-бібліотека «Чтиво»
- Досвітній Олесь в електронній бібліотеці «Культура України»